# Fuchs Dome
Il Fuchs Dome è una cupola montuosa coperta di ghiaccio che si innalza fino a 1.525 m, tra il Ghiacciaio Stratton e il Ghiacciaio Gordon, nella parte centrale della Catena di Shackleton, nella Terra di Coats in Antartide. 
Fu mappata nel 1957 dalla Commonwealth Trans-Antarctic Expedition (CTAE) e intitolata all'esploratore britannico Ernest Vivian Fuchs, responsabile della spedizione antartica CTAE nel periodo 1955-58.